# کاماراسور
کاماراسور (نام علمی: Camarasaurus) (به معنی سوسمار حفره‌دار)، یک دایناسور سوسمارپای گیاه‌خوار مربوط به دوره ژوراسیک پسین می‌باشد. این جانور ۱۵۶ تا ۱۴۵ میلیون سال پیش می‌زیسته که بیش از ‍۱۸ متر طول و ۲۸ تن وزن داشت‌است. سنگوارهٔ کاماراسور در کلورادو آمریکا کشف شده‌است و در سال ۱۸۷۷ به وسیله کوپه نام‌گذاری شد. گونه خاص این جنس کاماراسور سوپرموس نام دارد.
کاماراسور فراوان‌ترین خزنده‌پای آمریکای شمالی بود. گردنی قطور داشت، اما طول گردنش به طول گردن‌های بسیاری از خزنده‌پایان نمی‌رسید. در نتیجه، احتمالاً از گیاهانی با ارتفاع متفاوت تغذیه می‌کرد. این دایناسور جمجمه‌ای پهن با آرواره و پوزه‌ای کوتاه و قوی و دندان‌های قاشق‌مانند داشت که به کمک آن‌ها می‌توانست حتی زمخت‌ترین گیاهان را هم بخورد. کاماراسو از ابتدایی‌ترین بزرگ‌منخران -گروهی از خزنده‌پایان که براکیوسورها و تیتانوسورها هم جزو آن بودند- بود.
جمجمه‌ی کاماراسور مثل جمجمه‌ی بسیاری از بزرگ‌منخران حفره‌های خیشومی بسیار بزرگی داشت. مهره‌هایش هم سوراخ‌های بزرگی داشتند که کیسه‌های هوایی متصل به شش‌ها را خود جای می‌دادند. به‌سبب وجود همین حفره‌هاست که این دایناسور را کاماراسور، یعنی «سوسمار حفره‌دار» نامیده‌اند. کاماراسو خزنده‌پایی تنومند و پهن‌جمجمه با دندان‌های قاشق‌مانند بود. این دایناسور رایج‌ترین خزنده‌پای آمریکای شمالی بود و آن را بهتر از همه دیگر دایناسورهای مشابهش می‌شناسیم.